# Colonia la Reforma
Colonia la Reforma är en ort i Mexiko.   Den ligger i kommunen Copanatoyac och delstaten Guerrero, i den sydöstra delen av landet, 230 km söder om huvudstaden Mexico City. Colonia la Reforma ligger 1 587 meter över havet och antalet invånare är 526.
Terrängen runt Colonia la Reforma är kuperad åt nordost, men åt sydväst är den bergig. Colonia la Reforma ligger nere i en dal. Runt Colonia la Reforma är det ganska glesbefolkat, med 32 invånare per kvadratkilometer. Närmaste större samhälle är Copanatoyac, 4,5 km norr om Colonia la Reforma. I omgivningarna runt Colonia la Reforma växer huvudsakligen savannskog.